# Журі (заповідне урочище)
Жу́рі — заповідне урочище в Україні, в межах Жовківського району Львівської області, між селами Майдан і Мокротин. 
Площа 29 га. Статус присвоєно згідно з постановою Львівської облради від 9.10.1984 року № 495. Перебуває у віданні ДП «Жовківський лісгосп» (В'язівське лісництво, кв. 45, вид. 11). 
Заповідне урочище розташоване в межах низькогірного пасма Розточчя. Статус присвоєно для збереження цілісного ландшафту і високопродуктивних букових лісів на межі їхнього ареалу. 
- Неподалік розташоване заповідне урочище «Майдан».